# Trudi Kocher
Trudi Kocher (* 1. November 1902 in St-Imier als Martha Lydia Kocher; † 20. April 1986 in Reinach) war eine Schweizer Politikerin.

## Leben
Die Tochter des evangelischen Stadtmissionars von Bern besuchte das Gymnasium und die Handelsschule in Bern. Von 1923 bis 1926 arbeitete sie auf dem Schweizer Konsulat in Köln. Sie gehörte der Kommunistischen Partei der Schweiz, später der Sozialdemokratischen Partei der Schweiz an. Mit ihrem Ehemann Jacob Selig führte sie von 1926 bis 1930 in Genf die Deutsche Buchhandlung. 1930 zogen sie nach Basel um. Ab den 1930er Jahren war sie 37 Jahre lang Geschäftsführerin des Schweizerischen Autostrassenvereins sowie Herausgeberin von dessen Zeitschrift Die Autostrasse. Im Zweiten Weltkrieg leistete sie Hilfe für Emigranten und Flüchtlinge, später leitete sie die Basler Sektion der Schweizerischen Liga für Menschen- und Bürgerrechte. In den 1970er Jahren setzte sie sich für Flüchtlinge aus Chile ein.
Als eine der ersten Frauen gehörte Kocher von 1964 bis 1975 dem Bürgerrat der Stadt Basel und von 1968 bis 1976 dem Grossen Rat des Kantons Basel-Stadt an.